# Biblioteca Nacional de Andorra
La Biblioteca Nacional de Andorra (en catalán y oficialmente, Biblioteca Nacional d'Andorra) se inauguró el 8 de septiembre de 1930 para ofrecer el servicio público de préstamo de libros a la población de los Valles de Andorra.

## Historia
El 8 de septiembre de 1930, se instaló en la sala de los pasos perdidos de la Casa de la Vall, bajo la iniciativa de la Sociedat Andorrana de Residents a Barcelona, procediendo los primeros fondos de diversas entidades socioculturales como la Associació Protectora de l'Ensenyança Catalana, la Ilustración Catalana, el Centre Excursionista de Catalunya, el Sindicat de Metges de Catalunya, entre otras, y de las aportaciones privadas de diversos particulares (Serra Vilaró, Faura Sanç, etcétera).
Sin embargo, la creación por derecho no se dispuso hasta 1974, con un fondo inicial de 2500 volúmenes. Procedían, en su mayor parte, de la Biblioteca de la Casa de la Vall, junto a fondos de la Exposició del llibre catalá, donaciones de varias casas editoriales y adquisiciones del Consejo General de los Valles.
En 1980, se había creado el Servicio de Depósito Legal. En 1986, se integró la edición de libros en Andorra en el ISBN.
En 1996, y tras haber pasado por diversas localizaciones, la Biblioteca Nacional de Andorra se ubicó en la Casa Bauró, quedando los fondos propios de Andorra y los servicios de biblioteca situados en aquel edificio, mientras que el resto pasó a ser Biblioteca Pública del Govern d'Andorra. 
A mediados del año 2020, la Casa Bauró dejó de ser la sede de la Biblioteca Nacional de Andorra pasando, ésta, en el reformado Hotel Rosaleda de Encamp, donde la biblioteca comparte espacio con el Ministerio de Cultura.